# Saint-Georges (Manitoba)
Pour les articles homonymes, voir Saint-Georges.

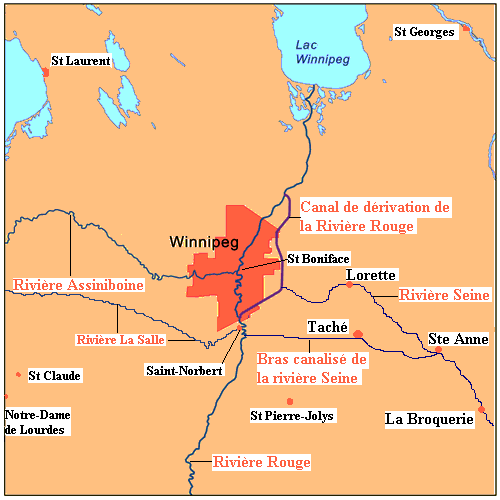
Localisation de Saint-Georges.

Le village de Saint-Georges, situé dans la municipalité rurale d'Alexander dans la province du Manitoba au Canada, compte environ cinq cents habitants.
L’origine de la paroisse de Saint-Georges remonte à 1882, lorsque le Père Joachim Allard, missionnaire oblat, fut nommé à la réserve indienne du Fort Alexandre. Le Père Allard lança l'idée d’établir une paroisse canadienne française le long de la rivière Winnipeg. Une petite colonie se créa avec des colons venus de la province de Québec, notamment du comté Châteauguay. Ce n'est qu'en 1903 que le village édifia sa première chapelle et devint officiellement une paroisse. 
Le village de Saint-Georges accueille de nouveaux arrivants.
Le comité culturel Châteauguay anime la vie culturelle du village au sein du réseau communautaire franco-manitobain. 
Un musée, ouvert en 1970, retrace l'histoire de la fondation du village de Saint-Georges et présente aux visiteurs et public de tout âge, des objets d’artisanats, machineries agricoles, ustensiles, documents, photographies qui ont servi aux ancêtres Canadiens-français de la région de Saint-Georges.
Chaque année, en juillet, le Festival de Châteauguay rappelle l'origine des premiers colons de Saint-Georges. Ce festival dure plusieurs jours et offre des jeux, des expositions, des courses en bateaux, des concours insolites et des festivités pour tous.